# NGC 5934
NGC 5934 is een spiraalvormig sterrenstelsel in het sterrenbeeld Ossenhoeder. Het hemelobject werd op 12 juni 1880 ontdekt door de Franse astronoom Édouard Jean-Marie Stephan.

## Synoniemen
- UGC 9862
- MCG 7-32-11
- ZWG 222.11
- 1ZW 113
- PGC 55178